# Anke Becker
Anke Becker (* 1967 in Bad Godesberg) ist eine deutsche Mikrobiologin an der Philipps-Universität Marburg und Direktorin des Zentrums für Synthetische Mikrobiologie (SYNMIKRO). Ihre Forschungsschwerpunkte sind die mikrobielle Genetik, Genomik und Synthetische Biologie.

## Werdegang
Anke Becker studierte Biologie an der Universität Bielefeld und graduierte 1991 mit dem Diplom. Im Jahr 1994 erfolgte die Promotion in der mikrobiellen Genetik und 2000 die Habilitation (venia legendi für Genetik) ebenfalls an der Universität Bielefeld. Nach der Promotion leitete sie dort zunächst eine Forschungsgruppe am Lehrstuhl für Genetik und nach der Rückkehr von einem Forschungsaufenthalt am Massachusetts Institute of Technology (1999) eine Forschungsgruppe und die Transkriptomik Facility am Centrum für Biotechnologie (CeBiTec).
2007 wurde sie an der Universität Bielefeld zur apl. Professorin ernannt und wechselte 2008 als Professorin für Systembiologie der Mikroorganismen an die Albert-Ludwigs-Universität Freiburg. Seit 2011 ist sie Professorin für Mikrobiologie an der Philipps-Universität Marburg und Mitglied des 2010 gemeinsam durch die Philipps-Universität Marburg und des Max-Planck-Institut für terrestrische Mikrobiologie gegründeten Zentrums für Synthetische Mikrobiologie (SYNMIKRO), das sie seit 2016 als Direktorin führt.

## Forschung
Beckers Forschungsschwerpunkte sind Organisationsprinzipien mikrobieller Genome, die Anpassung von Mikroorganismen an Umweltveränderungen und Mikroben-Wirt-Wechselwirkungen. So untersucht sie mit ihrem Team, wie das zelluläre regulatorische Netzwerk Bakterien ermöglicht, sich flexibel an ihre Umwelt anzupassen. Ein weiterer Schwerpunkt liegt auf der Erforschung mehrteiliger bakterieller Genome mit Fokus auf Genomarchitektur, Zellzyklus, Funktion und Evolution. Erkenntnisse aus dieser Grundlagenforschung treiben ihre Forschung zur Implementierung neuer Funktionen in Bakterien mit Hilfe der Synthetischen Biologie voran. Dazu zählt maßgeschneiderte Editierung und Modularisierung bakterieller Genome sowie das Design von regulatorischen Schaltkreisen zur Steuerung genetischer Programme.

## Auszeichnungen (Auswahl)
- 1992–1993 Promotionsstipendium der Studienstiftung des deutschen Volkes
- 1994 Promotionspreis der Westfälisch-Lippischen Universitätsgesellschaft
- 1998–2000 Lise-Meitner Stipendium
- 2003–2005 Heisenberg-Stipendium der Deutschen Forschungsgemeinschaft
- 2023 Federation of European Biochemical Societies (FEBS) National Lecture Award, Meeting of the Slovenian Biochemical Society

## Wichtige Veröffentlichungen (Auswahl)
- V. Bettenworth, S. van Vliet S, B. Turkowyd, A. Bamberger, H. Wendt, M. McIntosh, W. Steinchen, U. Endesfelder und A. Becker, Frequency modulation of a bacterial quorum sensing response. In: Nature Communications, Band 13, 2022, 2772
- E. Krol, L. Stuckenschneider, J. Kästle J, P.L. Graumann und A. Becker, Stable inheritance of Sinorhizobium meliloti cell growth polarity requires an FtsN-like protein and an amidase. In: Nature Communications, Band 12, 2021, 545
- S. Schäper, W. Steinchen, E. Krol, F. Altegoer, D. Skotnicka, L. Søgaard-Andersen, G. Bange und A. Becker, AraC-like transcriptional activator CuxR binds c-di-GMP by a PilZ-like mechanism to regulate extracellular polysaccharide production. In: Proceedings of the National Academy of Sciences USA, Band 114, 2017, E4822-E4831
- J. Döhlemann, M. Wagner, C. Happel, M. Carrillo, P. Sobetzko, T.J. Erb, M. Thanbichler und A. Becker, A family of single copy repABC-type shuttle vectors stably maintained in the alpha-proteobacterium Sinorhizobium meliloti. In: ACS Synthetic Biology, Band 6, 2017, 968-984
- E. Krol und A. Becker, Rhizobial homologs of long-chain fatty acid transporter FadL facilitate perception of long chain N-acyl-homoserine lactone signals. In: Proceedings of the National Academy of Sciences USA, Band 111, 2014, 10702-10707

## Service für die wissenschaftliche Gemeinschaft (Auswahl)
Becker war von 2015 bis 2020 Mitglied der Senatskommission für Grundsatzfragen der Genforschung (DFG), von 2020 bis 2024 Mitglied des Fachkollegiums Mikrobiologie, Virologie und Immunologie (DFG), und von 2016 bis 2022 Mitglied in Entscheidungsgremien des European Research Councils (ERC). Becker ist (Sektions-)Editorin der Fachjournale Journal of Bacteriology (American Society for Microbiology) und microLife (European Academy of Microbiology, Federation of European Microbiological Societies), sowie im Beratungsgremium des Fachjournals Molecular Microbiology. Sie ist Sprecherin des PROLOEWE Netzwerks für Wissenschaftskommunikation der im hessischen Exzellenzprogramm (LOEWE) geförderten Forschungsvorhaben, im wissenschaftlichen Beirat des Freiburg Institute for Advanced Studies (FRIAS) und Vertrauensdozentin der Studienstiftung des deutschen Volkes.